# Tatort: Die Unmöglichkeit, sich den Tod vorzustellen
Die Unmöglichkeit, sich den Tod vorzustellen ist ein Fernsehfilm aus der Fernseh-Kriminalreihe Tatort der ARD und des ORF. Es ist der 29. Fall für Kriminalhauptkommissar Till Ritter und der 23. gemeinsame Fall des Berliner Ermittlerduos Ritter und Stark. Der vom RBB unter der Regie von Christine Hartmann produzierte Film, wurde am 26. September 2010 in Das Erste zum ersten Mal gesendet.

## Handlung
In der Galerie Wilmart steht der Künstler Hanns Helge kurz vor der Vollendung seines neuesten Werkes, das aus einer Konstruktion sowie diversen Anordnungen von Möbelstücken, verziert mit Farben und Buchstaben, besteht. Er arbeitet noch bis spät in die Nacht und wird am nächsten Morgen erschlagen unter einer großen Glasplatte vorgefunden. Die Galeristin Oona von Wilm ist schockiert und muss die Eröffnung der Ausstellung vorerst verschieben. Auch Helges Assistent Markus Kuhn steht noch sichtlich unter Schock. Er hatte den Künstler als letzter lebend gesehen und weiß, dass dieser sich vor kurzem eine Wohnung in Berlin gekauft hat. Dort sieht Stark sich um und trifft auf Patty. Sie gibt an, die Muse des Künstlers zu sein, die ihm lediglich Gesellschaft geleistet habe, sodass sich aufdringliche weibliche Fans von ihm fernhielten. Dafür sei sie von Helge bezahlt worden.
Während die Spurensicherung dabei ist zu klären, warum und wie das Unglück geschehen konnte und ob Zufall oder Absicht dahintersteckt, beschwert sich die Galeristin. Man zerstöre unnötig das letzte Kunstwerk eines großen Künstlers, das eigentlich auch schon verkauft sei. Darin vermutet Stark ein mögliches Motiv, da die Werke Helges nun beträchtlich an Wert gewinnen würden. 
Die Ermittler versuchen herauszufinden, ob möglicherweise ein Selbstmord in Frage kommt, da der Künstler offensichtlich das Thema Tod sehr stark in seinen Arbeiten verankerte und damit eine gewisse Todessehnsucht spüren ließ. Die Personen in Helges Umfeld können sich das jedoch nicht vorstellen, und die KTU ergibt dann auch, dass es sich eindeutig um einen Mord handelt. Da die Galerie über einem Zugangscode gesichert ist, hat Helge möglicherweise seinen Mörder selber zu sich gelassen. Allerdings finden sich dafür keine Anhaltspunkte und die Ermittler treten auf der Stelle.
Ritter befragt Anne Linde, die eine Dissertation über Helge geschrieben hat. Sie hat den Künstler häufig interviewt und könnte möglicherweise Hinweise geben. Als alleinerziehende Mutter hat sie sich mit Markus Kuhn angefreundet, der auf Lukas, ihr Kind, aufpasst, wenn sie in die Uni muss. Sie gibt an, dass der Vater von Lukas schon lange nicht mehr am Leben sei. Anne Linde hat ein Gesicht, von dem alle Männer träumen, und ließ sich von Helge als Jungfrau Maria porträtieren. Bei ihren Antworten bemerkt Ritter Widersprüche, aus denen er schlussfolgert, dass sie spät abends noch bei Helge gewesen sein muss.
Anne Linde trifft sich mit Helges Mutter vor der Galerie und erklärt ihr überraschend, dass das Kind von ihrem Sohn sei und dass sie sich jetzt freuen könne, dass noch etwas von ihm weiterlebe. Ritter und Stark gegenüber gibt sie zu, dass Helge keine Kinder wollte und sie es eigentlich abtreiben sollte. Sie dachte, das würde sich ändern, wenn er den Jungen erst mal kennenlernen würde, doch das lehnte Helge kategorisch ab. Sie hätte damit leben können, aber was hätte sie ihrem Kind später sagen sollen, wenn es nach seinem Vater fragen würde? Sie wollte ihm sagen können: Wenn dein Vater noch leben würde, wärst du das Wichtigste in seinem Leben. Eigentlich sollte es nach einem Selbstmord aussehen, und dafür fand sie die Nacht vor der Ausstellungseröffnung am passendsten. In der Nacht als Lucas gezeugt wurde, hätten sie beide über die Unmöglichkeit gesprochen, sich den Tod vorzustellen. Und Helge meinte, er würde gern mal einem Menschen begegnen, der dieses Rätsel für ihn löst.
Parallel zu diesem Todesfall erhält Ritter die Nachricht, dass sein Onkel sich umgebracht habe. Ritter zweifelt daran, obwohl die Spuren eindeutig auf einen Suizid hindeuten. Letztendlich hat er seinem Leben wirklich selber ein Ende gesetzt. Seine Freundin war gestorben, ebenso wie sein Hund, und da seine Augen schlechter wurden, konnte er auch nicht mehr Auto fahren.

## Hintergrund
Die Unmöglichkeit, sich den Tod vorzustellen wurde von X Filme Creative Pool GmbH im Auftrag des Rundfunk Berlin-Brandenburg (RBB) produziert. Die Dreharbeiten erfolgten in Berlin.

## Rezeption

### Einschaltquoten
Bei seiner Erstausstrahlung am 26. September 2010 wurde die Folge Die Unmöglichkeit, sich den Tod vorzustellen in Deutschland von 7,62 Millionen Zuschauer gesehen, was einem Marktanteil von 21,00 Prozent entsprach.

### Kritik
Rainer Tittelbach von tittelbach.tv wertet sehr anerkennend: „Der Berliner ‚Tatort‘ startet durch. […] Ein großartig besetzter Film, kriminalistisch und vor allem ästhetisch spannend, voller kleiner, tiefer Wahrheiten und mit zwei nachdenklichen Kommissaren ohne Buddy-Pose.“
Josef Seitz bei Focus online urteilt: „Ein guter Krimi ist, wenn die Aufklärung wehtut. Ein guter ‚Tatort‘ ist, wenn sie keine Rolle spielt. Diesmal gelang beides. […] ‚Die Unmöglichkeit sich den Tod vorzustellen‘ war allerbeste Sonntagsunterhaltung.“
Bei Stern.de kommt Sophie Albers zu dem Urteil: „Es ist ein verdammt tiefgründiger ‚Tatort‘ - bei dem das Lachen nicht vergessen wird. […] Kostbar sind die Augenblicke, wenn es routinierter TV-Abendunterhaltung gelingt, aus der Mattscheibe zu greifen und den Zuschauer beim eigenen Leben zu packen. Geschafft hat das der Berliner ‚Tatort‘ mit dem aussagekräftigen Titel ‚Die Unmöglichkeit sich den Tod vorzustellen‘.“
Die Taz.net schreibt zu diesem Tatort: „Klug wird der Kunstbetrieb und muffiger Kleinbürgerwelt in Kontrast gesetzt. Doch so unterschiedlich die Milieus sind, der Tod ist eine egalitäre Angelegenheit: Ob unter einem Panzerglasquader oder mit Abgasschlauch am Mund: Jeder stirbt für sich allein, diese Grenzerfahrung lässt sich nicht teilen.“
Die Kritiker der Fernsehzeitschrift TV Spielfilm meinen zu dem „ruhig erzählten Fall“: „Statt Action: Grips, Witz und Gefühl.“